# 利斯內 (博爾赫拉德區)
46°28′12″N 29°20′52″E / 46.47000°N 29.34778°E
利斯內（羅馬化：Lisne），舊稱曼濟爾（Манзир），是位於烏克蘭西南部的村莊，由敖德萨州博爾赫拉德區的博羅迪諾市鎮負責管轄。該村始建於1824年，面積1.65平方公里，海拔高度179米，2001年人口1,318，人口密度每平方公里798.8人。